# جيني ماي (موسيقية)
جيني ماي (بالإنجليزية: Jenny Mae)‏ هي موسيقية أمريكية، ولدت في 1968 في ساوث فيينا في الولايات المتحدة، وتوفيت في 25 أغسطس 2017.

## وصلات خارجية
- جيني ماي على موقع ميوزك برينز (الإنجليزية)
- جيني ماي على موقع أول ميوزيك (الإنجليزية)
- جيني ماي على موقع ديسكوغز (الإنجليزية)
- جيني ماي على موقع ديسكوغز (الإنجليزية)